# تاريخ كمبوديا المبكر

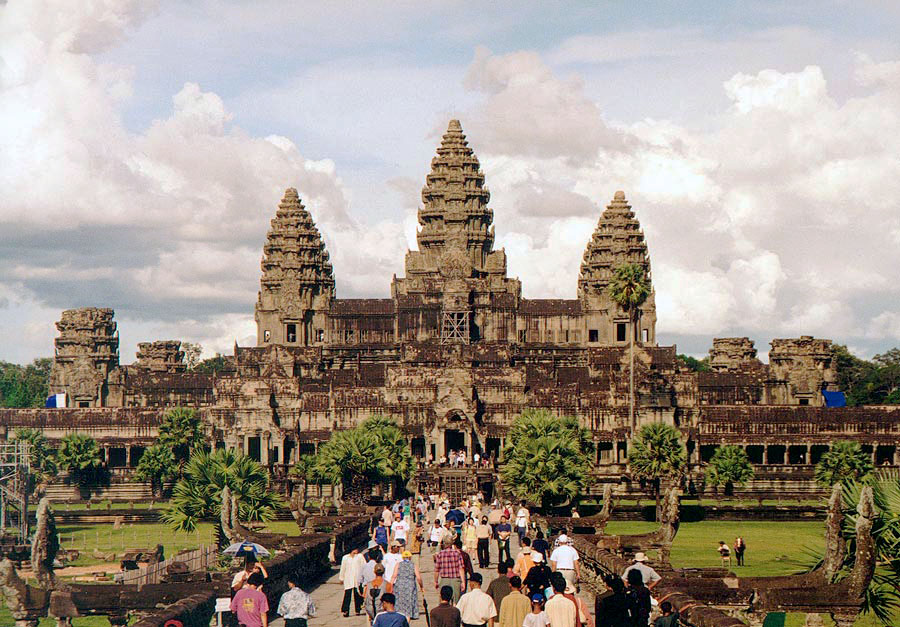

يتبع تاريخ كمبوديا المبكر تطور عصور فجر التاريخ وما قبل التاريخ القديمة لكمبوديا بوصفها بلدًا يقع في البر الرئيسي لجنوب شرق آسيا. بفضل الأعمال الأثرية التي نُفذت منذ عام 2009 يمكن تعقب ذلك حاليًا إلى العصر الحجري الحديث. مع تعدد طرق الحفر وتطبيق أساليب تأريخ حديثة، وُثقت في المنطقة آثار استيطان التطور المدني البشري بجميع مراحله من مجموعات الصيادين وجامعي الثمار في العصر الحجري إلى المجتمعات الأُمّية المنظمة.
تُظهر السجلات التاريخية للهيكل السياسي للمنطقة أن كمبوديا الحالية ظهرت لأول مرة في السجلات الصينية في إشارة إلى فونان، وهي تنظيم حكومي شمل معظم الجزء الجنوبي من شبه الجزيرة الصينية الهندية خلال الفترة بين القرن الأول والسادس. يُشار إلى فونان بأنها أقدم ثقافة هندوسية إقليمية، تتمركز في نهر ميكونغ السفلي، مما يوحي بتفاعل اجتماعي اقتصادي مُطوّل مع شركاء التجارة البحرية من الإندوسفير في الغرب. بحلول القرن السادس، حلت محل فونان في السجلات الصينية حضارة تُدعى شينلا أو زينلا، وسيطرت على مناطق أكبر وأكثر تموجًا في الهند الصينية وحافظت على أكثر من مركز واحد للقوة.
تأسست إمبراطورية الخمير في أوائل القرن التاسع في حفل تكريس واستهلال أسطوري للمطالبة بالشرعية السياسية من قبل المؤسس جايافارمان الثاني في جبل كولين (جبل ماهيندرا) في عام 802 ميلادي. تولى سلسلة من الملوك الأقوياء، استمرارًا لتقاليد نظام ديفاراجا الديني الهندوسي، الحكم خلال الحقبة الكلاسيكية لحضارة الخمير حتى القرن الحادي عشر. أدخلت سلالة حاكمة جديدة من أصل ريفي البوذية على أنها تغييرات في الطبيعة الدينية والسلالية والإدارية والعسكرية، وفي المشاكل البيئية واختلال التوازن البيئي تتزامن مع تحولات السلطة في الهند الصينية. انتهى التسلسل الزمني الملكية في القرن الرابع عشر. تعتبر الإنجازات العظيمة في الإدارة والزراعة، والعمارة وعلم المياه، واللوجستيات، والتخطيط الحضري والفنون شهادة على حضارة إبداعية وتقدمية –تُشكل في تعقيدها حجر الزاوية للإرث الثقافي لجنوب شرق آسيا.